# أفق الانتظار
أفق الانتظار أو أفق التوقع هي إحدى النظريات المعاصرة في النقد الأدبي، وجاءت من تيارات ما بعد الحداثة ومنهج جمالية التلقي، وهو من المناهج التي تهتم بتجاوب القارئ مع النص وتعطي المتلقي حرية الممارسة النقدية من خلال المشاركة الفاعلة بين القارئ والنص.
يقصد بأفق الانتظار أن بعض الأعمال الأدبية بإمكانها أن تثير توقعات القراء من خلال المسار التاريخي للتلقيات المتتابعة، لأن الأعمال الأدبية تقترب من القيم التقليدية التي يفكر فيها القراء عند قراءتهم للنص الأدبي، وهذه القيم هي التي تشكلت بها ذائقة المتلقي ومعارفه الخاصة في السابق، وسيجعله ذلك في انتظار مستمر وتطلّع للقيم الفنية والفكرية الجديدة في كل النصوص التي يتناولها لاحقًا، مما يؤدي إلى إحداث تغيير في أفق التوقع لديه مع كل عمل أدبي بفعل تأثير النصوص التي تلقاها القارئ.

## تاريخ النظرية
يعد هانس روبرت ياوس (1921م – 1997م) رائد ظهور نظرية أفق الانتظار وأراد من خلالها أن يبتعد عن المناهج التقليدية في النقد والتي اهتمت بشكلانية العمل الأدبي، أو بالجوانب الفلسفية والسيكولوجية له، وأن يوجه الاهتمام إلى موضوع العلاقة التواصلية بين العمل الأدبي والمتلقي، حيث يرى أن تقويم الأدب من قبل المتلقي يعد مؤشرًا رئيسًا للدور التاريخي الذي يقوم به الأدب في حياة المجتمعات المتعاقبة، ويشير ياوس أن «كل نص جديد يثير لدى القارئ طائفة من التوقعات وقواعد اللعبة التي أصبحت بموجبها النصوص السابقة مألوفة لديه».

## العدول الجمالي
أحد المصطلحات المرتبطة بجمالية التلقي وأفق التوقع، وهو مصطلح يشير إلى اللحظة التي يتم فيها التحول من أفق الانتظار وإعادة تشكيل أفق آخر لدى المتلقي في كل عمل جديد يتناوله، «أي المسافة الفاصلة بين التوقع المهيمن للقراء ولحظة حدوث التغيير في أفق الانتظار لديهم».